# Barroco flamengo

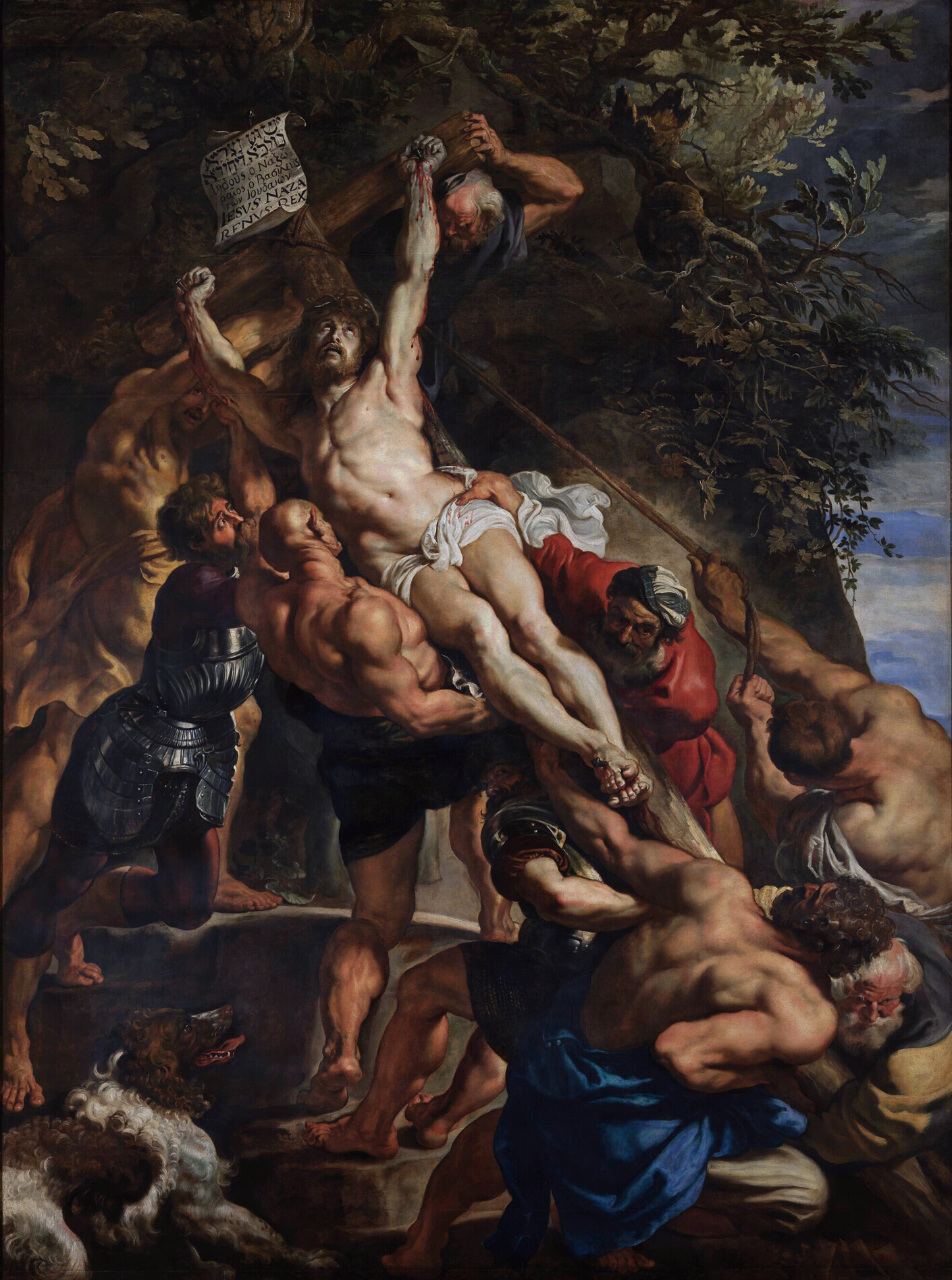
The Raising of the Cross, Peter Paul Rubens, 1610–1611

O Barroco Flamengo refere-se à arte produzida nos Países Baixos do Sul durante o domínio espanhol dos séculos XVI e XVII. Esse período começa aproximadamente quando a República das Sete Províncias Unidas dos Países Baixos separa-se das regiões dominadas pela Casa de Habsburgo da Espanha e vai até 1700, quando morre Carlos II de Espanha. A cidade de Antuérpia abrigava artistas proeminentes, tais como Peter Paul Rubens, Anthony van Dyck e Jacob Jordaens, com produção artística também em outros locais como Bruxelas e Ghent. A colaboração de vários artistas locais na produção de uma mesma obra era comum na época. Os temas mais importantes nas pinturas eram aqueles relacionados à religião, à mitologia, à vida cotidiana e à História, retratados de forma monumental. A natureza-morta, os retratos, as paisagens e as cenas de caça também eram gêneros populares.  
Embora as obras produzidas no final do século XVI pertençam ao chamado Maneirismo Nórdico, artistas tais como Otto van Veen, Adam van Noort, Marten de Vos e a Família Francken foram importantes em estabelecer as bases do Barroco local.
Peter Paul Rubens (1577–1640), aprendiz de Otto van Veen and Adam van Noort, passou oito anos na Itália estudando exemplos de clássicos da Antiguidade da Renascença Italiana e dos contemporâneos Adam Elsheimer e Caravaggio. Ao voltar para Antuérpia, abriu um ateliê e e treinou aprendizes como Anthony van Dyck. 
Após a morte de Rubens, Jacob Jordaens tornou-se o mais importante pintor flamengo. Muitos artistas viajaram para a Itália, adotando o estilo do pintor holandês Pieter van Laer. Conhecidos como Bamboccianti, esses pintores especializaram-se em cenas rústicas da vida cotidiana em Roma e arredores, formando uma guilda denominada Bentvueghels. 

## Artistas
- Abraham Janssens
- Abraham van Diepenbeeck
- Adam Frans van der Meulen
- Adam van Noort
- Adriaen Brouwer
- Adriaen van Utrecht
- Alexander Keirincx
- Anthony van Dyck
- Cornelis de Vos
- Cornelis Schut
- Daniel Seghers
- David de Coninck
- David Teniers, o Jovem
- David Teniers, o Velho
- David Teniers III
- Dirck Hals
- Erasmus Quellinus, o Jovem
- Frans Francken, o Jovem
- Frans Hals
- Frans Snyders
- Frans Wouters
- Gaspar de Crayer
- Gerard van Honthorst
- Gillis van Coninxloo
- Gonzales Coques
- Hendrick van Balen
- Jacob Jordaens
- Jacques d'Arthois
- Jan Brueghel, o Velho
- Jan Davidszoon de Heem
- Jan Fyt
- Jan Siberechts
- Jan van Kessel
- Jan Wildens
- Joachim Beuckelaer
- Joos de Momper
- Joos van Craesbeeck
- Lucas van Uden
- Marten de Vos
- Nicolaes van Verendael
- Paul Bril
- Peter Paul Rubens
- Pieter Boel
- Pieter Bruegel, o Jovem
- Pieter Bruegel, o Velho
- Pieter Neefs, o Jovem
- Pieter Neefs, o Velho
- Pieter Snayers
- Sebastiaen Vrancx
- Theodoor Rombouts
- Tobias Verhaecht

## Ver Também
- História da Pintura
- Pintura do Barroco
- Escola de Antuérpia
- Pintura Flamenga
- Maneirismo de Antuérpia
- Maneirismo Nórdico
- Guilda de São Lucas
- Bamboccianti
- Caravagismo de Utreque
- Natureza-morta
- Pintura de gênero
- Pintura de paisagem
- Pintura do Século de Ouro nos Países Baixos